# Scotopteryx ratona
Scotopteryx ratona là một loài bướm đêm trong họ Geometridae.